# Pro-Fit聲優養成所
Pro-Fit聲優養成所（日语：プロ·フィット声優養成所）是日本一家總部位於東京都中野區的經紀公司Pro-Fit附屬的聲優養成所。另有位在新宿區的工作室。成立於2004年4月。

## 概要
- 在學期間有在聲優界出道的可能。
- 由現任音響監督（鹽屋翼、龜山俊樹等人）擔任講師。
- 至第6期為止僅本科的教學週期為1年，從2007年度的第7期開始新增設可接受2年教學週期的基礎科。
- 2022年3月，受事務所Pro-Fit停止營業的影響，將由其所屬聲優岡本信彥開設的新事務所接管[1]。

## 主要出身聲優

### 女性
- 蒼井望（日语：蒼井のぞみ）
- 阿部加奈江（日语：阿部加奈江）
- 有島明日香（第4期生）
- 飯田光
- 石上靜香
- 今川視加
- 石見舞菜香
- 大島美
- 大西亞玖璃
- 小美暢（第2期生）
- 岡田幸子
- 奧原·卡崔娜·愛（日语：奥原カテリーナ愛）
- 茅野愛衣（第11期生）
- 嘉山未紗（第18期生）
- 鬼頭明里 （第20期生）
- 木村遙香（第1期生）
- 小山真實（日语：小山真実）
- 櫻川惠（第11期生）
- 酒井美沙乃
- 相良茉優
- 首藤志奈
- 高尾奏音
- 高森奈津美（第10期生）
- 高柳知葉（第20期生）
- 高山佳奈（日语：高山かな）（第4期生)
- 田中那實
- 谷古美玲（日语：谷古美玲）
- 千晶真尋（日语：千晶まひろ）（第3期生）
- 步美（第1期生）
- 土屋招子（第2期生）
- 永井沙紀
- 長妻樹里（第11期生）
- 中西南（日语：中西みなみ）（第5期生）
- 中根久美子
- 中村麻未（日语：中村麻未）（第1期生）
- 西口有香（第4期生）
- 長谷川育美
- 羽月理惠
- 平井花海
- 菲魯茲·藍
- 堀裕美子
- 真中桂子（日语：真中桂子）
- 松本櫻（日语：松本桜）（第1期生）
- 美朱音
- 水瀨沙季（日语：水瀬沙季）
- 三宅麻理惠（第4期生）
- 宮本奈緒（第7期生）
- 矢野明日香（第1期生）
- 結本美智留（第1期生）

### 男性
- 有賀朔彥（第3期生）
- 石川界人（第14期生）
- 石谷春貴
- 大本命（日语：大本命）（第3期生）
- 岡崎雄飛（第1期生）
- 岡本信彥（第3期生）
- 金子大悟（第3期生）
- 川田祐（日语：川田祐）
- 桐明衝（日语：桐明衝）
- 熊田裕成（第6期生）
- 小泉豐（第4期生）
- 小林康介
- 近藤隆幸（第3期生）
- 佐藤巧（日语：佐藤巧 (声優)）
- 杉崎亮（日语：杉崎亮）（第1期生）
- 須嵜成幸（日语：須嵜成幸）（第3期生）
- 高間慎一朗（第5期生）
- 津田拓也（日语：津田拓也）（第20期生）
- 中田裕矢
- 西野真人（日语：西野真人）（第2期生）
- 原一夫（日语：原一夫）（第2期生）
- 波多野和俊（第3期生）
- 泰斗
- 口宏澄（第1期生）
- 深津智義（日语：深津智義）（第4期生）
- 福井信介（日语：福井信介）（第1期生）
- 福本弘樹（第4期生）
- 堀江瞬（第20期生）
- 三浦雅紀（第5期生）
- 峰健一（第1期生）
- 山本剛史（日语：山本剛史）
- 吉崎亮太（第6期生）
- 渡邊紘

## 外部連結
- Pro-Fit聲優養成所公式官網 （页面存档备份，存于） （日語）